# إيجار العطلة
أن إيجار العطلة هو استئجار شقة مفروشة أو منزل أو مجمع منتجع أو شقق سكنية تدار مهنيًا على أساس مؤقت للسياح بديلاً عن الفندق. ويستخدم مصطلح إيجار العطلات بشكل رئيسي في الولايات المتحدة. وفي أوروبا يُفضّل مصطلح

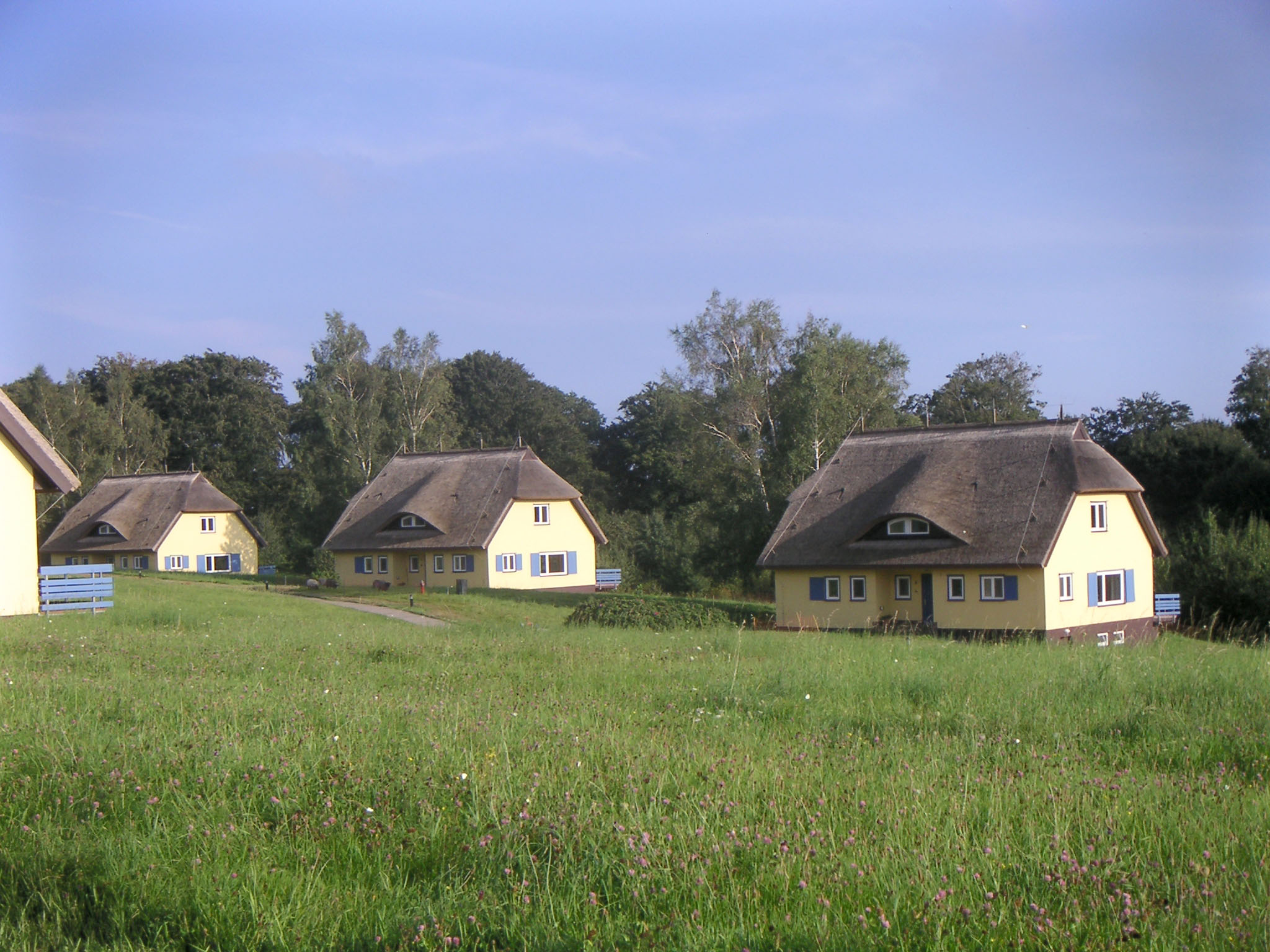
أكواخ للعطلات مع أسقف من القش في جزيرة فيلم ، بالقرب من روغن في ألمانيا

عطلة الفيلا أو فيلا للاستئجار كالمنازل المنفصلة في المناخات الدافئة. وهناك بعض المصطلحات الأخرى المستخدمة مثل الإيجار مع التجهيز الذاتي للوجبات، وبيوت العطلات، وفسحات العطلات (في المملكة المتحدة)، والعطلات المنزلية (بالنسبة لإيجار المساكن الأصغر حجماً في المناطق الريفية)، والجاليات (في المواقع الريفية في فرنسا).
كان استئجار العطلات لفترة طويلة خيارًا شعبياً للسفر في أوروبا (وخاصة في المملكة المتحدة) وكذلك في كندا، كما أصبح أكثر شعبية في مختلف أنحاء العالم.
وصلة=|تصغير

## أنواع الإقامة
تحدث إيجارات العطلات عادة في ممتلكات العطلات للقطاع الخاص (بيوت العطلات)، وبالتالي فإن تنوع المساكن واسع وغير متسق. والممتلكات عبارة عن ممتلكات مثمرة بالكامل، مثل فيلا العطلات أو الشقة أو الكوخ أو الشقق السكنية أو المدينة أو المنزل على غرار الأسرة الواحدة. ويمكن أن تشمل الإقامة في المزارع المشاركة في مزرعة عاملة أو استئجار تقليدي أكثر يقع في مزارع. ويرتب العميل/المسافر استئجار عقار استئجار العطلة لفترة زمنية محددة. تماثل بعض الإيجارات الليلية غرف الفنادق، على الرغم من أن ممارسة صناعة إيجار الإجازات الأكثر شيوعًا هي عادة الإيجارات الأسبوعية.
إن تأجير العطلات من الممكن أن يتراوح بين شقق استوديوهات الميزانية، والفيلات الخاصة باهظة الثمن في أكثر المواقع المرغوب فيها في العالم، وبعضها يحمل علامات أسعار بعدة آلاف لليلة، وكل وسائل الراحة التي قد تجدها في أي سكن مترف (كامل الموظفين، والشواطئ الخاصة، والقوارب، والطهاة، ودروس الطبخ، وما إلى ذلك) لتلبية احتياجات الضيوف.
تقدم بعض إيجارات العطلات، لا سيما الوحدات السكنية أو الشقق السكنية، العديد من فنادق الخدمات نفسها التي تقدمها لضيوفها، مثل تفقد مكاتب الاستقبال، والصيانة على مدار الساعة، والتدبير المنزلي الداخلي، وخدمات المرافقة. وكثير من "الحفاوة والمشاركة حسب الوقت، والمنتجعات المستقلة الأفضل" التي يبقى حتى الآن الوصول إليها متاحًا فقط من خلال خيارات الشراء مثل الملكية العامة أو الجزئية، أو المشاركة حسب الوقت"، لكنها تقدم الآن إيجارات الإجازات اليومية.
نجد في الطرف الآخر من السلسلة إيجار شاحنة التخييم وسيارة المنزل المتنقل.

## أماكن
تتمتع عطلات الفيلا بشعبية كبيرة في أوروبا، وتشمل الوجهات الرئيسية جزر فرجن الأمريكية وإيطاليا وإسبانيا وفرنسا وألمانيا واليونان وتركيا. وفي فرنسا، وهي معروفة باسم gîtes
وتتوفر إيجارات العطلات في معظم ولايات الولايات المتحدة، وهي منتشرة في المناطق السياحية الرئيسية مثل فلوريدا وهاواي وكاليفورنيا، وكذلك في المناطق الساحلية الأخرى ذات الشواطئ، حيث يمكن أن يشار إليها باسم منازل الشواطئ، والكثير من هذه الأماكن هي إيجارات. سوق تأجير العطلات أكبر بكثير في أوروبا منها في الولايات المتحدة، وتعد فلوريدا وجهة شعبية لعطلات الفيلا للأوروبيين.

## المقارنة مع أماكن الإقامة الأخرى
قد يخلط المستهلكون غير العارفين بمفهوم استئجار العطلات مع ما قد يبدو مشابهًا، ولكنه مختلف اختلافًا واضحاً، وهو الاشتراك بالوقت. تتيح العديد من المنتجعات المخصصة للاشتراك بالوقت ملكية الربع، ما يوفر 13 أسبوعًا من الاستخدام أو الإيجار.
يبقى من الممكن توفير عرض زمني كإيجار للعطلات إذا قرر المالك وضع أسبوعه الذي يملكه في برنامج استئجار العطلات. كما أن جزءاً كبيراً من الأماكن غير المباعة والتي لا تزال تخضع لمراقبة المنتجعات، والتي تبلغ 21%، أصبحت متاحاً لاستئجار الإجازات. في 2004، بلغت هذه الأعمال التجارية 4.1 بليون دولار [2].
المشاركة حسب الوقت هو قطعة من العقارات -غالبًا ما تكون شققًا مفروشة بالكامل- يشترك فيها أصحاب متعددون. وعلى الرغم من وجود أنواع مختلفة من أصحاب العروض الزمنية، فإن كل مالك يتحمل، بصفة عامة، جزءًا من المسؤولية، إلى جانب الحق في جزء من الوقت يُمنح فيه الحق في استخدام الممتلكات فقط. وتتيح منتجعات الوقت للضيوف المؤهلين ماليًا استئجار العقارات غير المملوكة لهم والتجول فيها، ومن ثم إتاحة تلك العقارات للضيف للشراء. ويمكن لمالكي عقارات المشاركة حسب الوقت أيضًا أن يختاروا التحويل المصرفي لأسبوعهم مع شركة صرف مثل RCI أو انترفال إنترناشيونال أو أن يؤجروا الوحدة.
لا تشمل الفنادق التقليدية عمومًا ممتلكات العطلات. غير أن بعض تطورات المنتجعات المعاصرة تشمل عناصر الملكية المشتركة مثل الفيلات والشقق السكنية التي يمكن تأجيرها عن طريق الفندق أو تأجيرها من قبل أصحابها إما مباشرة أو عن طريق الوكالات.